# Lahlali Akkak
 (mars 2020).
Lahlali Akkak, né le 16 juillet 1952 à Alger et mort le 24 janvier 2018 dans la même ville, est un footballeur international algérien. Il a évolué au poste de défenseur central.
Il compte 4 sélections en équipe nationale entre 1972 et 1973.

## Biographie
- International algérien de 1972 à 1973
- Premier match le 15/3/1972:  Algérie - Malte (1-0)
- Dernier match le 14/2/1973:  Turquie - Algérie (4-0)
- Nombre de matchs joués: 4
- Participation aux Jeux Africains de 1973

## Palmarès
- Vice-champion d'Algérie en 1973, 1976 et 1982 avec le NA Hussein Dey.
- Vainqueur de la Coupe d'Algérie en 1979 avec le NA Hussein Dey.
- Finaliste de la Coupe d'Algérie en 1977 et 1982 avec le NA Hussein Dey.
- Finaliste de la Coupe d'Afrique des vainqueurs de coupe en 1978 avec le NA Hussein Dey.